# Edward Ignerski
Edward Ignerski (ur. w 1950, zm. w kwietniu 2021) – polski koszykarz, występujący na pozycji skrzydłowego, dwukrotny medalista mistrzostw Polski.
Jego syn – Michał został także koszykarzem.

## Osiągnięcia
Drużynowe
- Brązowy medalista Polski (1979, 1980)